# Янес, Евгений Александрович
Евгений Александрович Янес (род. 3 апреля 1957, Краснодар, РСФСР, СССР) — советский прыгун на батуте, Заслуженный мастер спорта СССР (1977). Первый советский чемпион мира.

## Карьера
Родился в станице Пашковской, ныне микрорайон города Краснодара. Тренировался у В. Ф. Дубко.
В 1975 году стал кандидатом в сборную СССР.
На чемпионате 1976 года в паре с другим спортсменом из станицы Пашковской (ныне микрорайон Краснодара) Евгением Яковенко принесли СССР первую золотую медаль в этом виде спорта. В индивидуальных упражнениях разделил (единственный случай на чемпионатах мира) золото с французом Ришаром Тисоном.
На следующем чемпионате мира снова выиграл золото в индивидуалке и в синхронных прыжках (в паре с Яковенко).
Десять раз становился чемпионом СССР и 13 раз брал Кубок СССР.
После окончания карьеры перешёл на тренерскую работу. Является старшим тренером по прыжкам на батуте СКВО.